# Frithiof Mårtensson
Folke Frithiof Martens Mårtensson (* 19. Mai 1884 in Eslöv; † 20. Juni 1956 in Stockholm) war ein schwedischer Ringer. Er war Olympiasieger 1908 in London im griechisch-römischen Stil im Mittelgewicht.

## Werdegang
Frithiof Mårtensson wuchs in Eslöv auf und begann dort mit dem Ringen. Der besseren Möglichkeiten wegen wechselte er aber schon bald zum großen Sportclub IK Malmö. Wenn auch keine Einzelergebnisse aus seiner frühen Ringerzeit bekannt sind, muss er doch zu den besten schwedischen Ringern im griech.-röm. Stil gehört haben, denn er wurde im Jahre 1908 zu den Olympischen Spielen in London entsandt. Er rang dort im Mittelgewicht (1908 in London bis 73 kg Körpergewicht). In London siegte er über Josef Jakoubek aus Böhmen, G. Bradshaw aus Großbritannien, Axel Larsson aus Schweden, Anders Andersen aus Dänemark und Mauritz Andersson aus Schweden und gewann damit die Goldmedaille.
Nach diesen Olympischen Spielen startete er im Dezember 1908 in Wien bei einer inoffiziellen Weltmeisterschaft im Mittelgewicht (bis 75 kg Körpergewicht). Bei dieser Weltmeisterschaft galt ein anderes Reglement als bei den Olympischen Spielen in London. Während bei den Olympischen Spielen ein Ringer bereits nach seiner ersten Niederlage ausschied, schied er bei dieser Weltmeisterschaft erst nach seiner dritten Niederlage aus. Dies hatte zur Folge, dass die Teilnehmer dieser Weltmeisterschaft sehr viele Kämpfe zu bestreiten hatten. Um dies zu verdeutlichen, werden hier alle Kämpfe genannt, die Frithiof Mårtensson in Wien zu bestreiten hatte: er siegte über Heinrich Schinner, Josef Petzka, Simon Jellik, Josef Drozda, alle Österreich und Christoph Übler, Deutschland, rang gegen Harald Christensen, Dänemark und Andreas Mrosek, Österreich unentschieden und verlor gegen Alois Toduschek, Robert Dirry und Stephan Czerny aus Österreich. Er belegte damit den 5. Platz. Es siegte bei dieser Weltmeisterschaft Robert Dirry vor Alois Totuscheck und Harald Christensen. Dirry und Totuscheck hatten bei den Olympischen Spielen in London nicht teilgenommen. Harald Christensen startete dort ohne Erfolg im Halbschwergewicht.
Im Jahre 1909 startete Frithiof Mårtensson bei einer inoffiziellen Europameisterschaft in Malmö im Mittelgewicht und holte sich dort den Titel.
1910 war er auch bei einer inoffiziellen Europameisterschaft in Budapest im Leichtgewicht (bis 70 kg Körpergewicht) am Start, schied aber dort mit einer Niederlage in seinem dritten Kampf gegen den Deutschen Max Beeskow aus und kam nur auf den 7. Platz.
Weitere Ergebnisse sind nicht bekannt.

## Internationale Erfolge
(OS = Olympische Spiele, WM = Weltmeisterschaft, GR = griech.-röm. Stil, EM = Europameisterschaft, Le = Leichtgewicht, Mi = Mittelgewicht, bis 70 kg bzw. 73 kg/75 kg Körpergewicht)
- 1908, Goldmedaille, OS in London, GR, Mi, mit Siegen über Josef Jakoubek, Böhmen, G. Bradshaw, Großbritannien, Axel Larsson, Schweden, Anders Andersen, Dänemark u. Mauritz Andersson, Schweden;
- 1908, 5. Platz, WM in Wien, GR, Mi, mit Siegen über Heinrich Schinner, Josef Petzka, Simon Jellik, Josef Drozda, alle Österreich u. Christoph Übler, Deutschland, Unentschieden gegen Harald Christensen, Dänemark u. Andreas Mrosek, Österreich u. Niederlagen gegen Alois Toduschek, Robert Dirry u. Stephan Czerny, alle Österreich;
- 1909, 1. Platz, EM in Malmö, GR, Mi, vor Alfred Pursiainen, Finnland, Axel Frank, Mauritz Andersson u. Theodor Dahlberg, alle Schweden;
- 1910, 7. Platz, EM in Budapest, GR, Le, mit Siegen über Josef Pospischill, Österreich u. Hirsch, Ungarn u. einer Niederlage gegen Max Beeskow, Deutschland